# Вариации на Елизаветинскую тему
Вариации на Елизаветинскую тему (англ. Variations on an Elizabethan Theme) — коллективное произведение нескольких английских композиторов, созданное в 1953 году в честь коронации Елизаветы II. Написано для струнного оркестра, примерная продолжительность звучания 16-17 минут.

## История создания
Летом 1952 года на Музыкальном фестивале в Экс-ан-Провансе Бенджамин Бриттен присутствовал на премьере пьесы «Венок Кампра́», представлявшей собой семь вариаций на тему из оперы Андре Кампра «Камилла, царица вольсков», написанных семью французскими композиторами. Под впечатлением от этого сочинения он решил предложить своим коллегам-соотечественникам аналогичный проект, приуроченный к грядущей коронации Елизаветы II, и взять для этого тему из музыки времён Елизаветы I. Выбор пал на мелодию старинного ирландского танца «Круговая Селинджера» (англ. Sellinger's Round), обработанную крупнейшим композитором елизаветинской эпохи Уильямом Бёрдом. Тема в обработке Бёрда была оркестрована для данного произведения композитором Имоджен Холст.
Свои вариации, помимо Бриттена, представили Леннокс Беркли, Майкл Типпет и Уильям Уолтон. Алан Росторн и Эдмунд Раббра отказались от участия, и на их место были приглашены Артур Олдэм и Хамфри Сёрл. Таким образом, были написаны шесть вариаций. По предложению Уолтона каждый композитор включил в свою вариацию короткую цитату из собственной музыки.

## Структура произведения
1. Тема (оркестровка Имоджен Холст)
2. Вариация 1: Allegro non troppo (Артур Олдем)
3. Вариация 2: Плач. Andante espressivo (Майкл Типпет)
4. Вариация 3: Andante (Леннокс Беркли)
5. Вариация 4: Живо и весело (Бенджамин Бриттен)
6. Вариация 5: Ноктюрн. Adagio (Хамфри Сёрл)
7. Вариация 6: Финал. Fuga à la gigue, Presto giocoso (Уильям Уолтон)

## Исполнения и записи
Впервые Вариации прозвучали по радио BBC (Третий канал) 16 июня 1953 года. 20 июня состоялось их первое публичное исполнение в рамках Коронационного концерта на музыкальном фестивале в Олдборо. Обоими исполнениями дирижировал Бриттен. В Олдборо публике было предложено угадать авторов каждой вариации, но полностью правильного ответа не дал никто.
Для Променадных концертов 2013 года, в связи с 60-летием произведения, были заказаны две дополнительные вариации, их написали Джон Вулрич и Тэнси Дэйвис. Премьера дополненной редакции Вариаций состоялась 24 августа 2013 года, Английским камерным оркестром дирижировал Пол Уоткинс.
Концертная премьера Вариаций в Олдборо была записана. Студийную запись осуществил в 1999 году Симфонический оркестр Би-би-си, дирижёр Як ван Стен.